# Pointe-à-Raquette
Pointe-à-Raquette (en criollo haitiano Pwentarakèt) es una comuna de Haití que está situada en el distrito de Guanaba, del departamento de Oeste.

## Secciones
Está formado por las secciones de:
- La Source
- Grand Vide
- Trou Louis
- Pointe-à-Raquette (que abarca la villa de Pointe-à-Raquette)
- Gros Mangle

## Demografía
| Gráfica de evolución demográfica de Pointe-à-Raquette entre 2009 y 2015 |
|                                                                         |

Los datos demográficos contemplados en este gráfico de la comuna de Pointe-à-Raquette son estimaciones que se han cogido de 2009 a 2015 de la página del Instituto Haitiano de Estadística e Informática (IHSI). 